# Timba
Timba es un ritmo cubano de música popular bailable, un estilo moderno de tocar el son montuno del cual se origina. Específicamente del songo, aunque en la Timba existen influencias de otros géneros como el jazz afrocubano y la nueva trova. Siendo un ritmo de cuatro tiempos, igual que el son montuno, pero sin síncopa, lo que la vuelve más dinámica que la guaracha o la salsa, pero menos sensual.
En las orquestas cubanas, al tocar el son montuno u otros ritmos bailables, los cantantes usan la expresión timba para invitar al resto de músicos a subir la "temperatura" del tema y energizar al público.

## Característica
Se caracteriza por tener un ejercicio amplio del piano, batería, percusión latina (pailas, congas, güiro) e instrumentos de viento-metal, principalmente trompeta y trombón.

## Inicios
Timba es un término de procedencia africana cuando los negros esclavizados llegaron a Centroamérica sembrando el africanismo español dejando como resultado la timba (que quiere decir tambor), también llamado bomba. De esta forma proviene el término timba.
En la actualidad, la timba es común entre los músicos populares cubanos, principalmente los cultivadores del son. Se usa para denominar determinada textura que aglutina aspectos de expresión y estructuras propios del son en los últimos años de la década de 1980 y con más fuerza a partir de 1990. Identifica una forma expresiva propia en el ámbito de la salsa cubana. Algunos rasgos que la distinguen son: una fuerte base del jazz —que ya caracterizaba a la música cubana en etapas anteriores—, mayores niveles de improvisación, explotación en el plano tímbrico de la sección de los metales y teclados, y la utilización de textos casi agresivos a los que se une una coreografía con gestualidad deliberadamente sensual y provocadora.
Los orígenes de esta expresión se pueden remontar a las incursiones en fusión de una banda como Irakere, en los años setenta del siglo pasado, y orquestas como Elito Revé, la Charanga Habanera, Adalberto Álvarez, NG La Banda, entre otras, las cuales son muy importantes para la producción del dibujo.

## Concepto
El primer especialista de música extranjero que comprendió la mecánica de la timba fue el estadounidense Ned Sublette[1]. En 1991 publica en el influyente New York Times, un respetuoso artículo titulado: “En Cuba sí se baila al compás de la música” –reproducido en Granma Internacional, 27 de enero de 1991–, en el justo momento en que comenzaba el gran estallido del boom de la salsa cubana. “NG La Banda goza de virtuosismo, desempeña el papel de orquesta de baile y de concierto; se vale de un antiguo truco: largos y pegajosos montunos, saludando en versos los barrios de la capital”.
El investigador colombiano César Pagano[2] en la revista 91.9, dic. 1996, analiza el fenómeno timba: Manolo Mulet recomienda mantener la cautela al observar la evolución de lo que para él es un nuevo estilo, y que sólo el tiempo resolverá el enigma de que realmente la timba es un género nuevo de la música cubana... Encuentra ciertas dificultades técnicas, por su intrincada ejecución y orquestación, debido a la dificultad de la transmisión del baile y hasta razones políticas que impiden su propagación por el planeta entero...Posee una atmósfera delirante, vigorosa, con varios estribillos en una pieza que se prolonga como los conjuros africanos que se expanden hasta alcanzar una apoteosis grandiosa que incita a participar al público más exaltado a gozar de Cuba.
NG logró una verdadera magia musical, a partir de la base ritmática, rescata el éxtasis y frenesí colectivos de una música primitiva –vale decir auténtica y natural, de atmósfera, de ambiente, de clima emocional; música para ser vivida y sentida. Se desarrolló en el mundo más humilde, del barrio, del mundo callejero. Es una música de fusión: rumba, guaracha, son y mambo, aderezado con un toque de jazz, pop, rock, rap y el toque caribeño; una especie de funky cubano.
El motor sonoro es como una máquina de ritmos modernos. Hay aportes en los tumbaos y montunos, muy exactos, que producen una dinámica, un agarre de tremendo atractivo. Esa profesionalidad de la base rítmica es un concepto aplicado a toda la orquesta. La agresividad de la masa orquestal –con pasajes asombrosos de los metales-, impresiona y atrapa al bailador con un ritmo nítido, fácil de bailar, pero difícil de imitar. La calidad y la precisión y ajuste de las cuerdas determinan un sello profesional, una responsabilidad del sonido, en el tempo y la métrica de la orquesta.
Los textos son crudos y agresivos, reflejo de los tiempos, una lírica distinta, una poesía que canta “la cultura del ritmo”, de la que hablaba Fernando Ortiz. El baile es libre, espontáneo, en solitario –como en África–; Juan Formell expone que la timba es un ritmo heavy (duro), afro, distinto a la salsita blanca latina.
- Ned Sublette: Creador del estilo de rumba de vaquero, una fusión de la rumba y el country & western.
- Cesar Pagano: Periodista, investigador musical (musicólogo) y escritor. Gran coleccionista y amante de la música.

## Exponentes
Una de las primeras agrupaciones, alrededor de 1988, fue la banda Nueva Generación, más conocida como NG La Banda. Su director, José Luis Cortés, “el Tosco”, puede considerarse entre los pioneros del nuevo ritmo. Flautista virtuoso y compositor dicharachero, provenía de Irakere y a su alrededor consiguió nuclear un conjunto excelente de otros músicos. Intentaba, según sus palabras, tocar una música que se pareciera a la que estaban haciendo Juan Formell y Los Van Van por aquella época, pero que ostentara la calidad y riqueza de la que podía hacer un grupo como Irakere. 
El bajista y compositor Juan Formell, director de Los Van Van, pronto distinguió el nuevo ritmo como el promisorio salto que debía dar la música popular bailable cubana. Desde entonces Los Van Van, la agrupación de mayor éxito en la historia de la música popular cubana, ha marcado el paso de la Timba en la isla y el mundo, año por año, “pegando” varios hits en el mercado. La Charanga Habanera, dirigida por David Calzado, ha sido otra gran orquesta que ha logrado por mucho tiempo mantenerse en la máxima popularidad y renovar el discurso timbero. Hay una extensa lista de agrupaciones y solistas que tocan timba en Cuba y en otros países de Latinoamérica, teniendo como ejemplo a Colombia y Perú.